# Wawrzyniec Samp

Herb województwa pomorskiego

Wawrzyniec Samp (ur. 25 czerwca 1939 w Gdańsku) – polski rzeźbiarz i grafik.

## Życiorys
Urodził się w rodzinie Pawła (1907–1981) i Heleny z domu Zielke. Brat Mikołaja (1942–2012), księdza, Jerzego, historyka, Gerarda, germanisty, i Pawła, zmarłego w dzieciństwie. Ukończył w 1958 Liceum Plastyczne w Gdyni, w 1964 Wydział Rzeźby PWSSP w Gdańsku w pracowni prof. Stanisława Horno-Popławskiego.
Znany ze spektakularnych realizacji pomnikowych i prac sakralnych. Dla katedr w Olsztynie, Gnieźnie, Łomży, Gdańsku, Gorzowie wykonał liczne płyty, popiersia, figury. Projektant wystroju wnętrz licznych kościołów. Znany szczególnie ze swoich realizacji pomnikowych takich jak: „Tym co za polskość Gdańska” w Gdańsku, Wybickiego w Kościerzynie, Izydora i Teodory Gulgowskich we Wdzydzach oraz licznych tablic pamiątkowych, zwłaszcza na terenie Pomorza i Warmii, medalionów (m.in. cykl 27 medalionów z popiersiami książąt pomorskich) i medali. Autor herbu województwa pomorskiego i nowego pomnika Świętopełka II Wielkiego w Gdańsku. Autor rzeźby Prymasa Tysiąclecia z katedry gnieźnieńskiej.
Mąż Gizeli, ojciec Bogumiły.

## Wybrane prace
- Pomnik Tym co za polskość Gdańska
- Pomnik Świętopełka Wielkiego w Gdańsku
- Pomnik Josepha Conrada w Gdyni
- Pomnik Jana Pawła II przy kościele św. Brygidy w Gdańsku
- Pomnik Jana Pawła II przy kościele św. Stanisława w Solcu Kujawskim
- Pomnik kard. Stefana Wyszyńskiego w Koninie
- Pomnik kard. Stefana Wyszyńskiego w katedrze gnieźnieńskiej
- pomnik Józefa Wybickiego odsłonięty w Kościerzynie w 1975 roku
- pomnik żołnierza Armii Czerwonej w Starzyńskim Dworze w latach 70.
- Płyta honorująca pracowników Poczty Polskiej w Wolnym Mieście Gdańsku
- Płyta posadzkowa bp. Jordana w archikatedrze w Poznaniu
- płyta koronacyjna królów Polski w katedrze w Gnieźnie
- rekonstrukcja relikwiarza św. Wojciecha z katedry w Gnieźnie zniszczonego w 1986 roku
- autor herbu województwa pomorskiego
- autor herbów i flag powiatu Nowy Dwór Gdański, gmin Kwidzyn, Sadlinki, Suchy Dąb, Elbląg, Gronowo Elbląskie, sztandaru powiatu kwidzyńskiego
- autor Medalu Księcia Mściwoja II oraz Medalu św. Wojciecha[5]

## Odznaczenia
- Medal Księcia Mściwoja II za cały dorobek pracy artystycznej upamiętniający ludzi i zdarzenia (1998)[5]
- Medal Stolema (1974)
- Odznaka honorowa „Zasłużonym Ziemi Gdańskiej”
- Odznaka „Zasłużony w posłudze dla Kościoła i Narodu”
- Medal „Benemerenti” (Watykan, 2017)[6]

Źródło:.

## Nagrody i wyróżnienia
- III nagroda w V Ogólnopolskim Konkursie Grafiki Marynistycznej z okazji 25-lecia PRL (1969)[7]
- Nagroda Miasta Gdańska w Dziedzinie Kultury „Splendor Gedanensis” (1991)[8]
- Nagroda Prezydenta Miasta Gdańska w Dziedzinie Kultury z okazji jubileuszu 40-lecia pracy twórczej (2004)[9]
- Nagroda Prezydenta Miasta Gdańska w Dziedzinie Kultury z okazji jubileuszu 50-lecia pracy artystycznej (2014)[9]
- Nagroda św. Brata Alberta[1]
- Nagroda Angelusa[1]